# Northrop Grumman Switchblade
Il Northrop Grumman Switchblade è il progetto di un bombardiere d'alta quota UCAV proposto dell'azienda statunitense Northrop Grumman al governo degli Stati Uniti su richiesta del DARPA, che ha pagato un anticipo alla società di 10,3 milioni di dollari per lo sviluppo di un dimostratore ad ala obliqua.